# Ademola Lookman
Ademola Olajade Alade Aylola Lookman (n. 20 octombrie 1997, Greater London, Anglia, Regatul Unit) este un fotbalist profesionist care evoluează pe post de extremă la Atalanta în Serie A. Născut în Anglia, joacă pentru echipa națională a Nigeriei.
Lookman și-a făcut debutul la seniori în 2015, jucând ca atacant pentru Charlton Athletic în Championship. A semnat cu Everton în ianuarie 2017, unde a jucat în principal ca extremă.
După ce a reprezentat Anglia de la nivelurile sub 19 până la sub 21, Lookman a ales să reprezinte naționala Nigeriei în 2022.

## Titluri
Atalanta
- UEFA Europa League: 2023–24[4]

Anglia U20
- Campionatul Mondial de Fotbal Sub-20: 2017[5]

Nigeria
- Finalist la Cupa Africii pe Națiuni: 2023[6]

Individual
- Ucenicul anului LFE (Championship): 2015–16[7]
- Jucătorul sezonului al lui Atalanta: 2022–23,[8] 2023–24[9]
- Echipa turneului a Cupei Africii pe Națiuni: 2023 [10]
- Echipa sezonului din UEFA Europa League: 2023–24[11]